# Westbopartiet
Westbopartiet (WeP) är ett lokalt politiskt parti i Gislaveds kommun.

## Historik
Westbopartiet bildades under hösten 2015. Partiet bildades i ett missnöje kring äldreomsorgen, nedläggningar av skolor och förskolor i kransorter. Partiet ansåg att mindre fokus gavs åt orter utanför centralorten Gislaved. I valet 2018 fick partiet 8,05 % och fyra mandat i kommunfullmäktige.
I valet 2022 ökade partiet till 10,65 % och fick ett ytterligare mandat. Efter valet ingick partiet i en majoritetskoaltion med Socialdemokraterna, Moderaterna, Centerpartiet och Liberalerna. I oktober samma år lämnade dock tre av partiets ledamöter partiet efter meningsskiljaktigheter kring att gå med i samarbetet. En av dem valde att sitta kvar i kommunfullmäktige som politisk vilde.

## Valresultat
| År   | Röster | %     | Mandat  |
| ---- | ------ | ----- | ------- |
| 2018 | 1 451  | 8,05  | 4 av 49 |
| 2022 | 1 848  | 10,65 | 5 av 49 |